# Акате (Кунео)
Акате (итал. Acatte) је насеље у Италији у округу Кунео, региону Пијемонт.
Према процени из 2011. у насељу је живело 17 становника. Насеље се налази на надморској висини од 357 м.